# Charles J. Moore
Charles J. Moore, ou simplesmente Charles Moore, é um oceanógrafo e capitão de barco conhecido por artigos que recentemente chamaram a atenção para a Grande Porção de Lixo do Pacífico, uma área do oceano Pacífico repleta de detritos plásticos flutuantes, que é três vezes superior ao tamanho do Texas.
Moore é o fundador da Algalita Marine Research and Education (onde atualmente trabalha) em Long Beach, Califórnia, onde busca conscientizar criativamente as pessoas sobre os detritos plásticos e a poluição nos oceanos.